# Asher Brown Durand
Asher Brown Durand (Maplewood, 21 de agosto de 1796 - 17 de septiembre de 1886,) fue un grabador y pintor estadounidense, de la primera generación de artistas de la Escuela del río Hudson.

## Juventud y primeras obras
Asher Brown Durand nació y murió en Maplewood —entonces llamada Jefferson Village—  en la House Durand-Hedden, declarada sitio histórico. Asher era el octavo de once hermanos, cuyo padre era relojero y orfebre. De muy jóvenes, Asher B. Durand y su hermano Cyrus Durand ayudaban a su padre a grabar monogramas en sus piezas de relojería y orfebrería, siendo éste el inicio de la actividad artística de Asher.

## Carrera artística

### Actividad como grabador
.A. Durand entró aprendiz de grabador —desde 1812 hasta 1817— con Peter Maverick (1780 – 1831), un grabador de Newark. Al final de su aprendizaje se convirtió en socio de Maverick. Su progreso fue rápido y pronto se convirtió en el asistente principal de su maestro. Asher realizó dibujos y xilografías para hasta que Charles Cushing Wright le pidió que dirigiera la sucursal de su empresa en Nueva York, desde 1817 hasta 1820. En 1824 Asher y Cyrus Duran formaron una sociedad para el "grabado e impresión de papel moneda de calidad superior".Ciertos grabados de Asher y de su hermano Cyrus —de retratos de presidentes— se usaron para los primeros sellos postales de Estados Unidos: la serie de 1847 y la de 1851-56. La habilidad de Asher para en el grabado sobre acero impresionó al pintor John Trumbull, quien lo contrató en 1823 para grabar su lienzo Declaración de Independencia —de 1818— en lo cual Durand trabajo tres años, con tanto éxito que a la edad de 27 años, Asher ya tenía una reputación nacional.
Durand contribuyó en 1825 a la creación de la Academia Nacional de Dibujo, entidad que presidió entre 1845 y 1861.

### Actividad como pintor
Alrededor de 1830, el interés de Durand —patrocinado por Luman Reed— fue derivando desde el grabado hacia la pintura al óleo, En 1837, acompañó a su amigo Thomas Cole a una expedición de dibujo al lago Schroon, que fue determinante para su dedicación a la pintura del paisaje. Luego pasó varios veranos en las montañas de Catskill, de Adirondack y en las Montañas Blancas, haciendo cientos de dibujos y esbozos, que luego transformó —en su estudio— en lienzos que contribuyeron a definir la escuela del río Hudson.
Entre 1840 y 1841, Durand realizó su único viaje a Europa, visitando Inglaterra, Francia, Italia, Suiza y Alemania. Durand viajó con sus compañeros artistas John F. Kensett, John W. Casilear y Thomas P. Rossiter, estudiando especialmente la obra de Claudio de Lorena. En Londres conoció al artista Charles Robert Leslie, quien lo introdujo en el arte de John Constable.Después de su regreso a Nueva York en julio de 1841, expuso pinturas de paisajes europeos, y reanudó las giras de dibujo de verano en las Montañas de Catskill y en el Valle del Hudson.
Durand realizó algunos retratos, pinturas de género y pinturas de historia, pero su mayor legado son sus pinturas del paisaje, de las que fue un firme defensor del dibujo directo, y con el mayor realismo posible. Sus paisajes representan la naturaleza, no sólo con la veracidad exigida por John Ruskin, sino también con una espiritualidad inherente. Como otros artistas de la escuela del río Hudson, Durand creía que la naturaleza era una inefable manifestación de Dios, como expresó en sus "Letters on Landscape Painting", aparecidas en «The Crayon», una publicación de arte del siglo XIX. Allí escribió: «El verdadero cometido del arte del paisaje es la representación de la obra de Dios en la creación visible...».Esta especie de religión natural es patente en su lienzo In the Woods (1855) en el que los troncos de los árboles forman una especie de bóveda gótica.
Durand es especialmente reconocido por su cuadro Almas afines (1849)que muestra a su amigo Thomas Cole junto al poeta William C. Bryant en un paisaje de los Catskills. Este lienzo fue pintado como homenaje a Thomas Cole luego de su muerte en 1848, tras la cual Durand se convirtió en el principal representante de la Escuela del Río Hudson, dedicado casi siempre al paisajismo, aunque algunas veces el paisaje es el escenario de un episodio bíblico, como en God's Judgement upon Gog (1851).